# 拉蒙·加比隆多
拉蒙·加比隆多（Ramón Gabilondo Alberdi，1913年3月15—2004年9月16） 是一名前西班牙足球員，司職中場。

## 外部連結
- BDFutbol player profile （页面存档备份，存于）
- BDFutbol coach profile （页面存档备份，存于）
- 拉蒙·加比隆多在 National-Football-Teams.com 上的出场纪录